# Pealius damnacanthi
Pealius damnacanthi là một loài côn trùng cánh nửa trong họ Aleyrodidae, phân họ Aleyrodinae.
Pealius damnacanthi được Takahashi miêu tả khoa học đầu tiên năm 1935.